# Воля-Обшаньска
Воля-Обшаньска (пол. Wola Obszańska) — деревня в Билгорайском повете Люблинского воеводства Польши. Входит в состав гмины Обша. По данным переписи 2011 года, в деревне проживал 591 человек.

## География
Деревня расположена на юго-востоке Польши, в пределах Тарногрудского плато, к югу от реки Танев, на расстоянии приблизительно 28 километров к юго-востоку от города Билгорай, административного центра повета. Абсолютная высота — 229 метров над уровнем моря. К северу от населённого пункта проходит региональная автодорога 863.

## История
В период с 1975 по 1998 годы входила в состав Замойского воеводства.

## Население
Демографическая структура по состоянию на 31 марта 2011 года:
|         | Всего | До трудоспособного возраста | Трудоспособного возраста | Старше трудоспособного возраста |
| ------- | ----- | --------------------------- | ------------------------ | ------------------------------- |
| Мужчины | 308   | 68                          | 203                      | 37                              |
| Женщины | 283   | 54                          | 150                      | 79                              |
| Всего   | 591   | 122                         | 353                      | 116                             |